# Польский харт
Польский харт (пол. chart polski) — порода борзых собак, бывшая популярной у польской аристократии. Первое официальное упоминание о породе встречается в документе 1823 года.
Польский харт имеет общие корни с русскими псовыми и хортыми борзыми. Общими предками всех этих пород собак являются борзые азиатского типа.
Собаки этой породы живут в среднем 10—12 лет, что является достаточно долгим сроком жизни среди борзых собак.
Другие названия породы — польская борзая, польский грейхаунд.

## История породы
Борзые, которые были привезены в Польшу из азиатского региона, были известны в этой стране уже в XII—XIII веках. Упоминания борзых в Польше встречаются в хрониках королевского дворца в Кракове, где, помимо прочего, описывается и содержание псарни. На тот период единого типа породы ещё не существовало, поголовье было весьма разнообразным и не имеющим единых фенотипических и генотипических признаков.
Впервые письменное упоминание польского харта как местной национальной породы в письменном источнике встречается в 1823 году. Упоминание это было в издававшемся в Варшаве журнале, а сам материал был посвящен рассказу об отличиях между польскими и шотландскими, а также турецкими борзыми.
Поголовье собак этой породы долгое время оставалось небольшим, но достаточно стабильным.
Ко второй половине XX века, после окончания Второй мировой войны, поголовье собак этой породы заметно снизилось в связи с тем, что в 1946 году был издан закон о запрете охоты с использованием борзых собак на территории Польши. Издание этого закона привело к потере актуальности содержания этих собак, для которых охота традиционно была основной сферой их применения.
Работа по восстановлению польского харта началась в 1970-е годы кинологом Станиславом Черняковским. В качестве племенного материала для восстановления поголовья породы им были использованы, в том числе, русские хортые борзые, кровь которых приливалась к уцелевшим представителям породы польский харт.
Первая попытка признания стандарта породы в Международной кинологической федерации (FCI) была предпринята в 1981 году. Тогда это не удалось сделать из-за ряда спорных вопросов и установления точных различий между польским хартом и русской хортой борзой. Однако несмотря на это, в этом году была открыта первая племенная книга для ведения учёта собак этой породы.
Признание FCI порода получила в 1989 году, когда был принят предварительный международный стандарт породы. Окончательно же он был признан только в 2001 году.
Также порода признана кинологической федерацией UKC, признание произошло в 1996 году.

## Описание
Польский харт имеет сухощавое телосложение, отличающее большей обмускуленностью, чем большинство других короткошерстных борзых. Внешне собаки этой породы производят впечатление грубоватости и некоторой тяжеловатости.
Собаки этой породы имеют плавные, энергичные движения. Во время бега собаки двигаются размашисто, с сильным выносом конечностей из-под тела.
Рост в холке кобелей — 70—80 сантиметров, сук — 68—75 сантиметров.
Вес кобелей — до 40 килограммов, сук — до 31 килограмма.
Голова костистая, крепкая, длинная, имеет выраженную лобную борозду. Переход ото лба к морде пологий. Мочка носа поставлена низко. Губы сухие, могут образовывать небольшие складки.
Глаза тёмные, довольно большие, миндалевидные.
Уши тонкие, среднего размера, поставлены на мягком хряще. В состоянии возбуждения уши у польского харта могут вставать вертикально.
Шея мускулистая, крепкая, длинная, с высоким поставом головы. Переход шеи в холку плавный, не выраженный.
Корпус квадратного формата, спина прямая. Круп несколько опущен, удлинённый, с широко расставленными тазобедренными костями. Грудная клетка объёмная и длинная, средней ширины. Живот выражено подтянут.
Хвост длинный, обмускуленный у основания. В состоянии покоя опущен вниз. Кончик хвоста загнут в форме серпа или формирует кольцо.
Лапы длинные, мускулистые, прямые, имеют близкий постав. Задние лапы имеют хорошо выраженные суставы, которые слегка отставлены назад. Подушечки плотные, пальцы сильно сжаты и формируют овал.
Шерсть короткая, на ощупь плотная. Не производит впечатления жёсткой. На нижней стороне хвоста и на лапах шерсть чуть длиннее, формирует короткие очёсы. Окрас допускается любой.

## Характер
Характер польского харта характеризуется высокой привязчивостью, сдержанностью. Собаки этой породы не отличаются любовью к играм. Требуют длительного выгула и физической нагрузки во время прогулок.
Имеют хорошую способность к дрессировке в рамках стандартных навыков и требований для охотничьих собак.
В работе проявляют бесстрашие, выносливость и упорство.
Очень терпеливы и не агрессивны к детям, что позволяет без проблем содержать их при наличии маленького ребёнка.
С другими собаками польские харты контактны и доброжелательны.
При содержании в доме с другими животными могут возникнуть сложности.
В отличие от большинства борзых, собаки этой породы обладают выраженным территориальным инстинктом, что позволяет использовать их не только как охотничьих, но и как сторожевых собак.

## Применение
Традиционной областью применения польского харта является охота.
В современном мире собаки этой породы популярны для участия в собачьих бегах и курсинге.
Отлично подходят для содержания в качестве собаки-компаньона, но только для тех, кто готов обеспечивать им длительные прогулки.
Также могут использоваться в качестве охранной собаки.